# Casa del Barco
La Casa del Barco fue un edificio de la ciudad de Valladolid, en Castilla y León situado en la confluencia de las calles Gamazo y Muro, siendo muy visible desde la plaza de Madrid.

## Historia
Fue construido según proyecto del arquitecto Antonio Ortiz de Urbina a principios del siglo XX por encargo de José Jalón. Fue denominado popularmente la Casa del Barco por parecerse su esquina a la proa de un barco. 

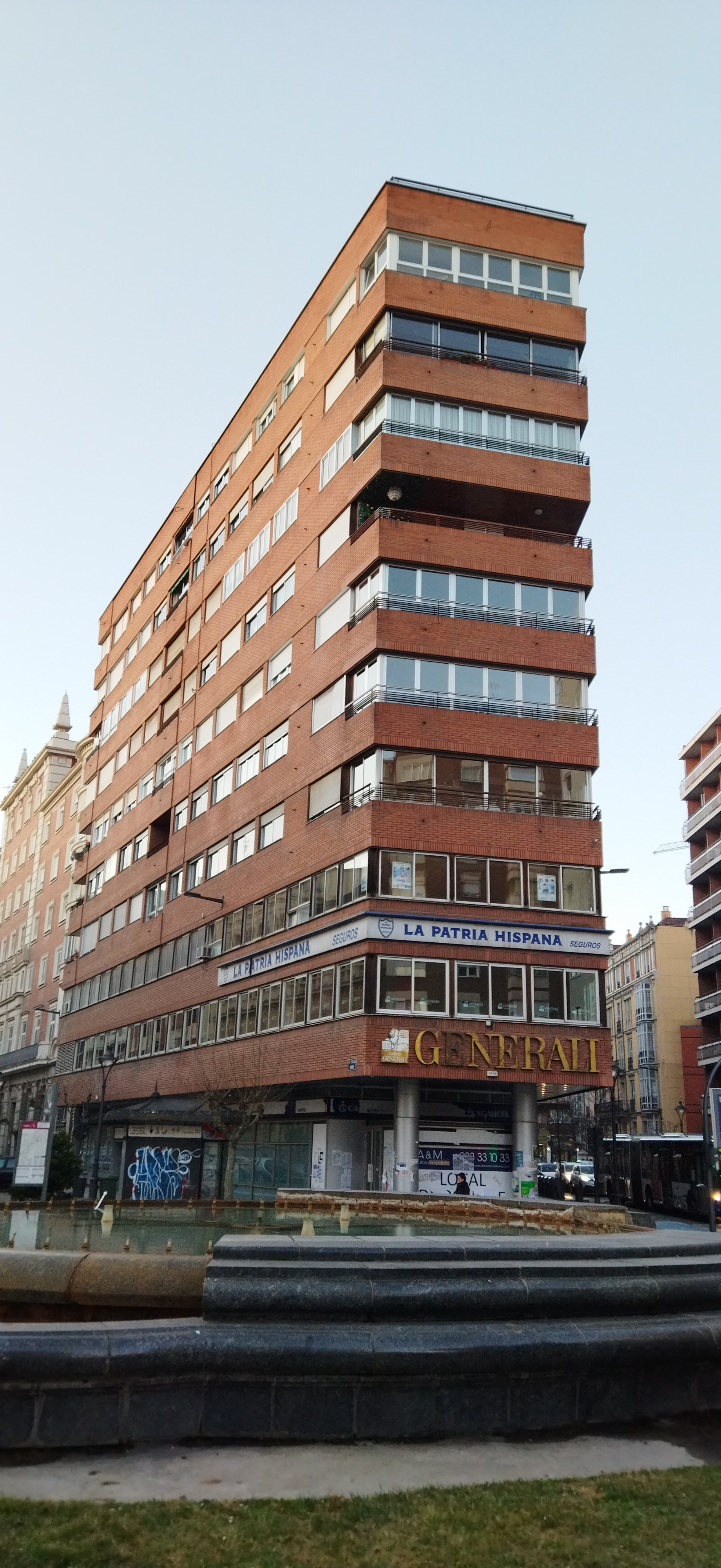
Edificio construido en el solar dejado tras el derribo de la Casa del Barco.

En él se ubicó desde 1920 hasta 1950, en su segunda planta, el Hotel Gredilla, hasta que el edificio pasó a albergar la Residencia de Estudiantes Corazón de María, cerrada en 1968. También en una de sus plantas se ubicó la sede del Fascio «Mario Mina», rama castellana del fascismo italiano, inaugurada en 1938, durante la guerra civil española, con la presencia del barón Carlo Basile en representación del gobierno italiano.
El edificio fue derribado en 1969.

## Descripción
De planta triangular, contaba con planta sótano, entresuelo, principal, primer y segunda. Sus fachadas eran relativamente austeras, tras un zócalo de piedra se disponía una paramento almohadillado que cubre el entresuelo, mientras las plantas superiores contaban con balcones que van decreciendo de tamaño según se ascienda, balconada corrida en la principal y pequeños balcones en la primera, no existiendo en la segunda.
Las ventanas se cubrían con sencillas molduras clásicas y coronando el chaflán se disponía una torre acabada en cúpula. En su interior destacaba una escalera imperial que subía desde el entresuelo a la planta principal.